# Parque nacional de Te Urewera
El Parque nacional de Te Urewera es uno de los catorce parques nacionales en Nueva Zelanda y es el mayor de los cuatro que se encuentran en la Isla del Norte. Con una superficie de aproximadamente 2.127 km², se localiza en el noreste de la región de la Bahía de Hawke de la Isla Norte.
El 28 de julio de 1954, las zonas de influencia del lago Waikaremoana, el lago Waikareiti y otras reservas de la Corona fueron registradas bajo el estatus de parque nacional, y en 1957 estaban en marcha las propuestas de añadir el resto de las tierras de la Corona en Te Urewera al norte de Ruatahuna. Esta propuesta se formalizó en noviembre de 1957, cuando un adicional de tierras de 1.350 km² se añadió.